# Vliegbasis Suryadarma

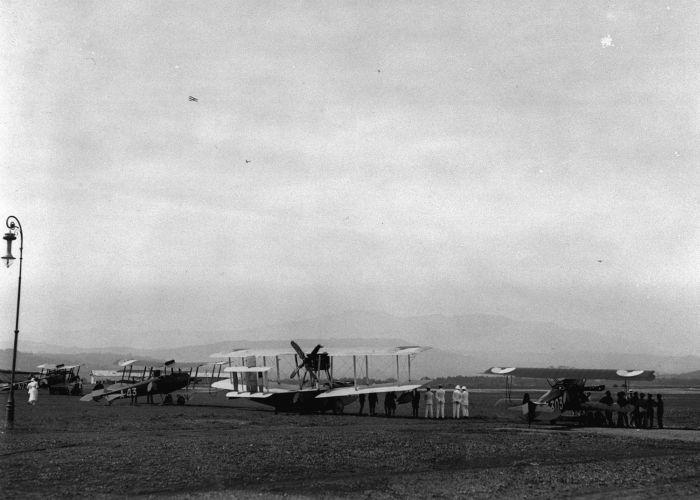
Bezoek van Gouverneur-Generaal mr. D. Fock aan het vliegveld van Kalidjati West-Java tijdens zijn tweedaags bezoek aan de Pamanoekan- en Tjiasemlanden op 27 en 28 oktober 1922

Vliegbasis Kalidjati was een militair vliegveld in Nederlands-Indië.

## Ontstaan
Na de oprichting van de Proefvliegafdeling op 30 mei 1914 wordt besloten dat er een vliegveld nodig is. Iets ten noorden van Bandoeng wordt in januari 1916 een stuk land gekocht voor 1 gulden en vervolgens kaal gekapt door enkele infanterie compagnieën van het Koninklijk Nederlandsch-Indisch Leger. In de praktijk bleek al snel dat dit enige vliegveld vaak drassig was, omdat het regenwater niet tijdig afgevoerd kon worden. Vandaar dat plannen voor een nieuw hoofdvliegveld dichter bij Bandoeng zelf werden ontwikkeld. Dit kwam gereed in 1925 onder de naam Andir en Kalidjati werd toen een nevenvliegveld. Wegens de minder gunstige bodemgesteldheid én de bezuinigingen werd het vliegveld in 1931 gesloten om, vanwege de toenemende spanningen in Europa en de uitbreiding van opleidingen en materieel, in 1936 weer geopend te worden. Door de steeds groter wordende dreiging van een Japanse aanval werd de afdeling, die op dat moment officieel Luchtvaartafdeeling heette, omgedoopt tot het Wapen der Militaire Luchtvaart van het KNIL (ML-KNIL).

## Tweede Wereldoorlog
Vlak voor de oorlogsverklaring aan het Japanse Keizerrijk werden hier enkele vliegtuiggroepen gestationeerd, waaronder het later befaamde 2-VLG-V. Daarnaast was er een afdeling van de RAF die als grondtroep fungeerde, het 38ste Lichte Luchtdoelartillerie, en een afdeling van de 3rd Kings Own Hussars (RAC) gestationeerd. Op dit vliegveld zou generaal H.L. ter Poorten op 9 maart 1942 de overgave aan de Japanners tekenen. Tijdens de Japanse bezetting was op Kalidjati de 7e Sentai afdeling gestationeerd.

## Na de oorlog
Na de oorlog viel het vliegveld in handen van Indonesische vrijheidsstrijders die vanaf het vliegveld acties tegen Nederlandse militairen uitvoerden. Op 23 juli 1947, tijdens de 1e Politionele Actie, kwam Kalidjati voor het eerst sinds het verlies in 1942, weer in Nederlandse handen.

## Trivia
Op 25 januari 1923 stortte Willem Henri Frederik Giel tijdens een testvlucht neer op vliegbasis Kalidjati.